# 常熟路站
常熟路站位于中华人民共和国上海市徐汇区淮海中路、常熟路、宝庆路交叉口，为上海地铁1号线与7号线的地铁换乘站，其中1号线车站位于淮海中路，由北京市城建设计院设计，7号线车站位于常熟路，均为地下島式车站，两线通过通道换乘。该站1号线屏蔽门为全线唯一一个有蜂鸣的屏蔽门的车站。

## 車站設計
| 地面层   | 出入口             | 1-4、6-8出入口                   |  |  |
| 地下一层 | 1号线站厅          | 票务服务、自动售票机、人工服务台 |  |  |
| 地下二层 | 7号线站厅          | 票务服务、自动售票机、人工服务台 |  |  |
|          |                    | █ 1号线 往莘庄（衡山路）         |  |  |
|          | 岛式站台，左侧开门 |                                  |  |  |
|          |                    | █ 1号线 往富锦路（陕西南路）     |  |  |
| 地下三层 |                    | █ 7号线 往美兰湖（静安寺）       |  |  |
|          | 岛式站台，左侧开门 |                                  |  |  |
|          |                    | █ 7号线 往花木路（肇嘉浜路）     |  |  |

## 车站出入口
常熟路站目前开放7个出入口，其中1-4号口连通1号线站厅，6-8号口连通7号线站厅，各出入口如下所示：
| 出口编号            | 出口指示                 | 照片           |
| 连通 1号线站厅      | 连通 1号线站厅           | 连通 1号线站厅 |
| ------------------- | ------------------------ | -------------- |
| 1 · 出口            | 常熟路，淮海中路，华亭路 |                |
| 2 · 出口            | 淮海中路                 |                |
| 3 · 出口            | 淮海中路，华亭路         |                |
| 4 · 出口 · （设有） | 淮海中路，宝庆路         |                |
| 连通 7号线站厅      |                          |                |
| 6 · 出口            | 常熟路                   |                |
| 7 · 出口 · （设有） | 常熟路，淮海中路         |                |
| 8 · 出口            | 常熟路，五原路           |                |
| 图例： 设有 \| 设有 |                          |                |

## 公交换乘
15、26、40、42、45、49、93、96、167、315、320、327、816、824、830、911、911区间、920、926、927

## 因乌鲁木齐中路抗议停运
受乌鲁木齐中路抗议影响，本站于2022年11月27日20时起至当日运营结束期间临时停运，上海地铁官方没有任何说明，引发网友不满。而哔哩哔哩上有两则视频，分别记录了1号线和7号线本站通过不停车。

## 周边
- 上海音乐学院

## 圖片
- 2005年的1号线站台及庞巴迪列车
- 翻新前的1号线站台（2009年）
- 翻新后的1号线站台